# فيونا فولي
فيونا فولي (بالإنجليزية: Fiona Foley)‏ هي فنانة أسترالية، ولدت في 1964.